# Friedrich Mohs

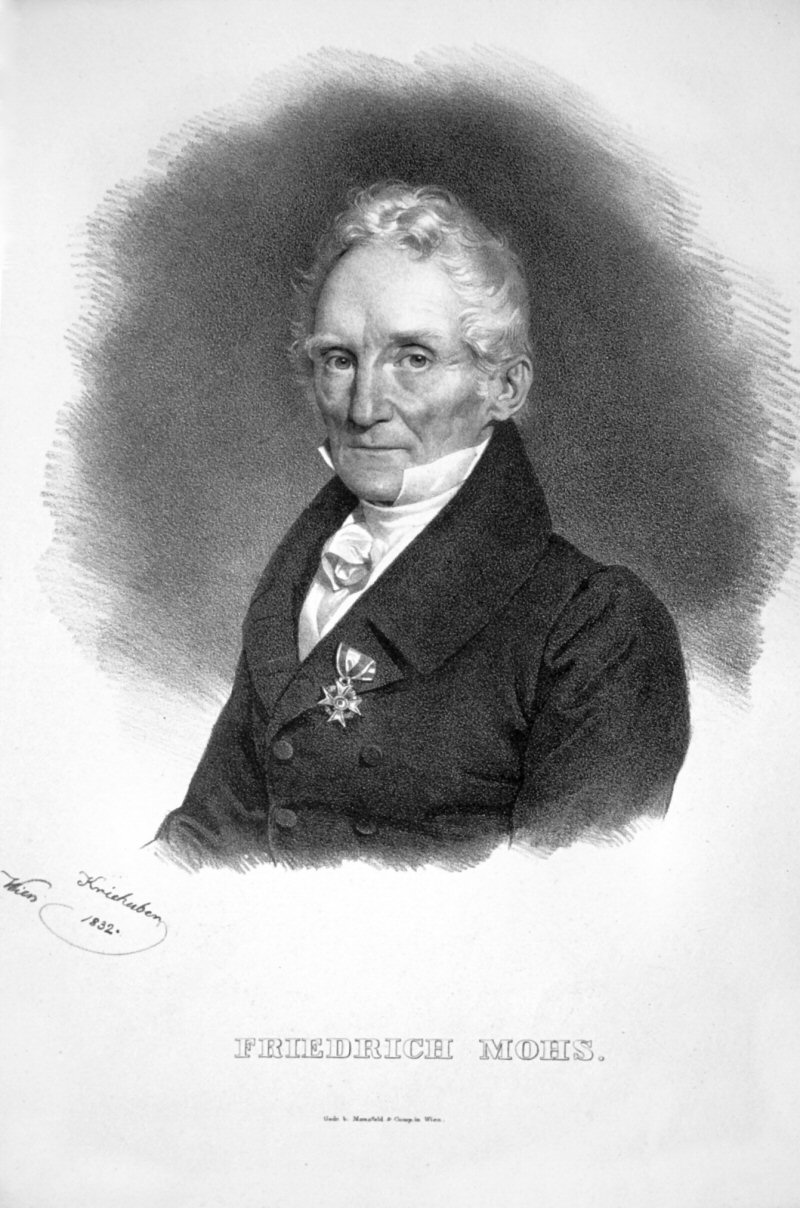
Friedrich Mohs, Lithographie von Joseph Kriehuber, 1832

Carl Friedrich Christian Mohs (* 29. Januar 1773 in Gernrode (Harz); † 29. September 1839 in Agordo, Italien) war ein deutsch-österreichischer Mineraloge. Zur Bestimmung des Härtegrads von Mineralien entwickelte er die nach ihm benannte Mohshärteskala.

## Leben und Wirken

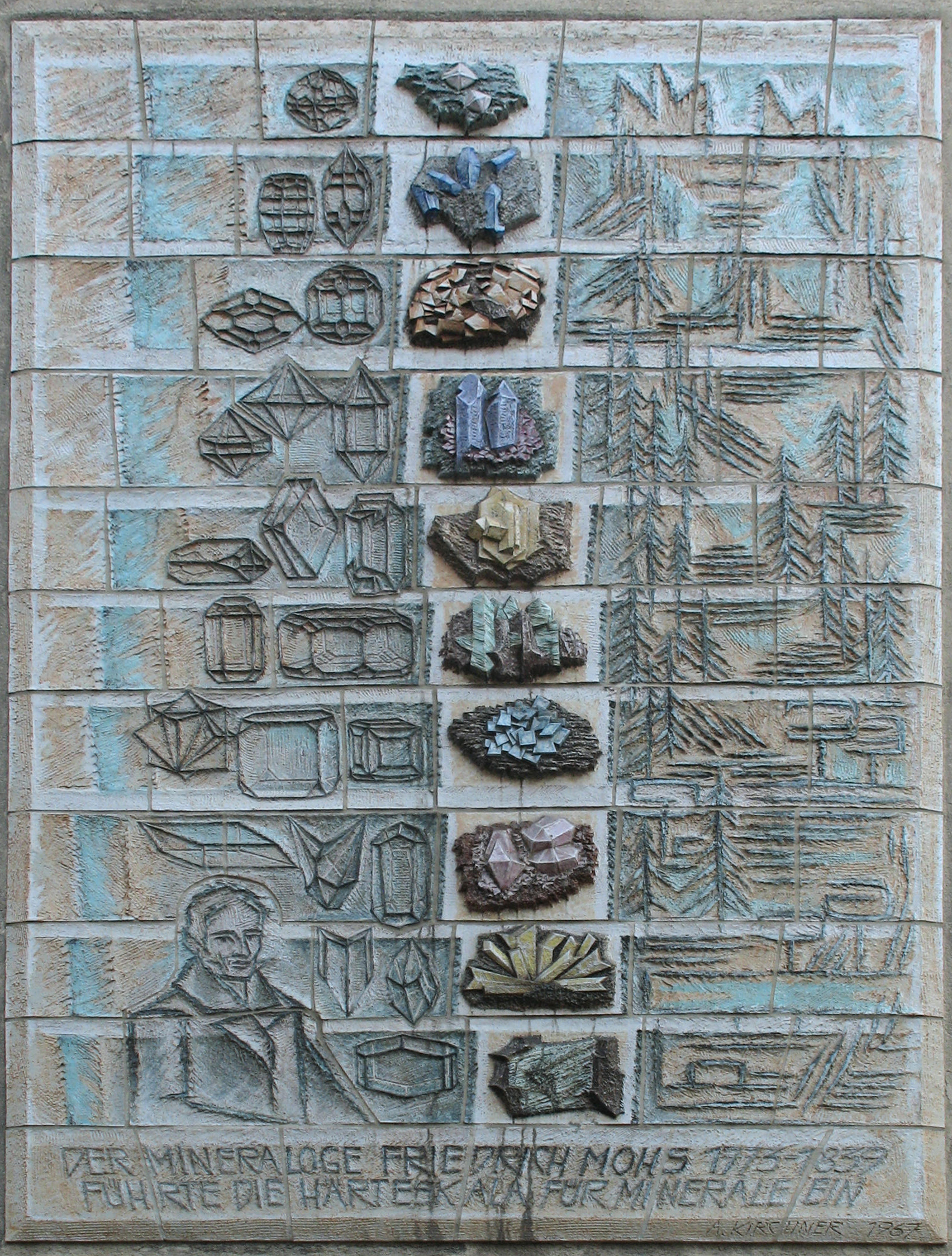
Gedenktafel in Wien

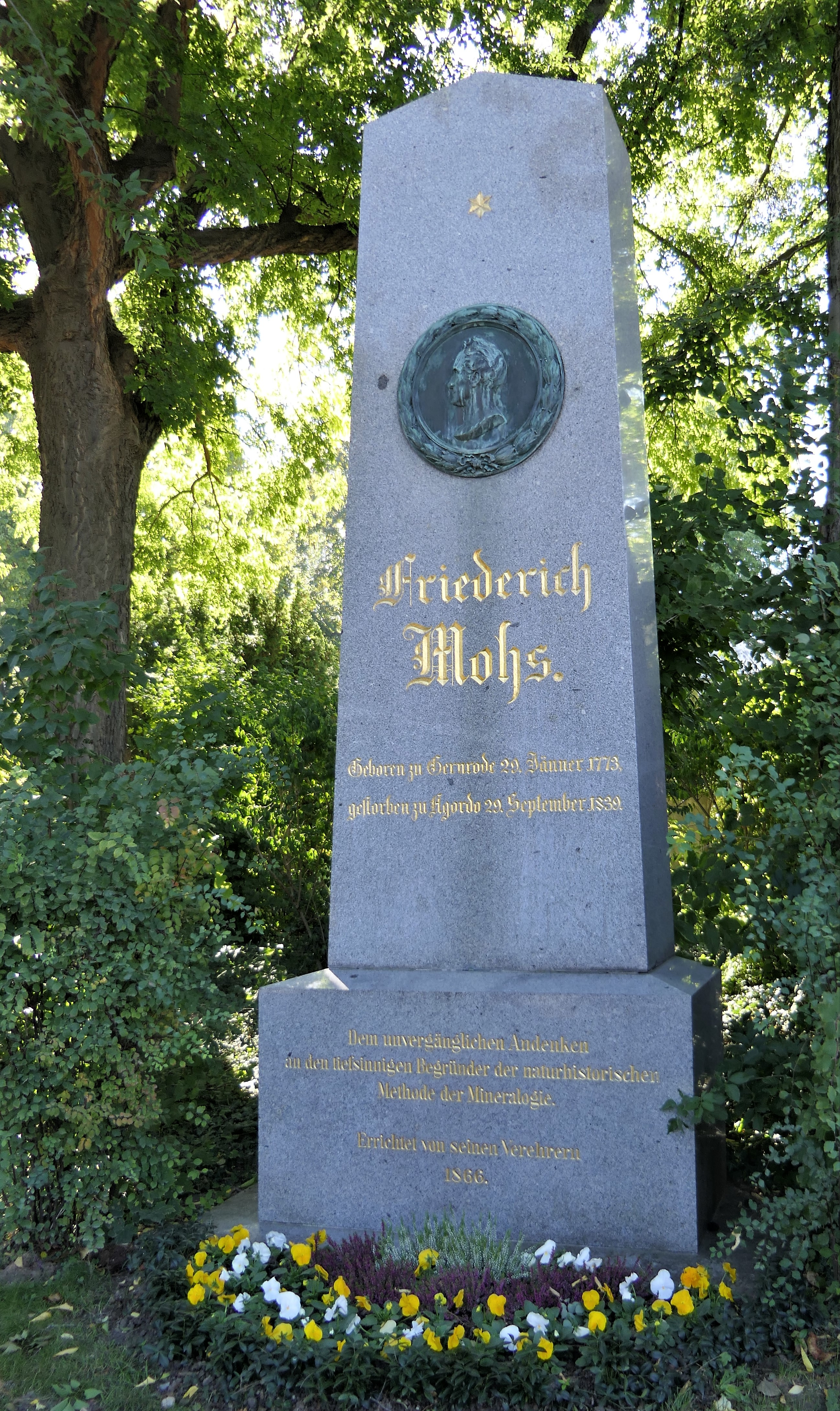
Grab von Friedrich Mohs

Mohs studierte Mathematik, Physik und Chemie an der Universität in Halle (Saale). An der Bergakademie Freiberg komplettierte er seine Studien mit dem zusätzlichen Fach Mechanik. Einer seiner Lehrer in Freiberg war der Mineraloge und Geognostiker Abraham Gottlob Werner, der Mohs in seine Fächer einführte. 1801 wurde Mohs Grubenvorarbeiter in Neudorf im Harz. 1802 kam er zum ersten Mal nach Wien, um die Gesteinskollektion des Bankiers J. F. van der Nüll zu sortieren und annotieren.
1812 wurde Mohs zum Professor der Mineralogie am Joanneum in Graz berufen. Den von ihm gehaltenen Vorlesungen lag sein Werk „Versuch einer Elementarmethode zur naturhistorischen Bestimmung und Erkenntniß der Fossilien“ zugrunde. In Graz entwickelte er die nach ihm benannte Mohshärteskala. Mit seiner Klassifikation der Mineralien, die vor allem auf die physikalischen Eigenschaften (Form, Härte, Sprödigkeit, spezifisches Gewicht) seiner Objekte abhob, befand sich Mohs in Opposition zu den meisten seiner Kollegen, die das Hauptgewicht auf die chemische Zusammensetzung legten.
Am 9. Oktober 1818 ernannte ihn der sächsische König Friedrich August I. zum „Professor der Mineralogie an der Berg-Academie zu Freyberg mit dem Character eines Berg-Commissionsraths“. Damit war er Nachfolger auf dem Lehrstuhls seines Lehrers Werner. Mohs entwickelte etwa gleichzeitig, aber nach eigenen Angaben unabhängig von Christian Samuel Weiss ein Konzept der Kristallsysteme, das er 1822 veröffentlichte. 1826 folgte eine Berufung nach Wien. Seine Vorlesungen dazu hielt er aber am Mineralien-Cabinet. 1834 erhielt er hier neben seiner Professur auch eine der Kustodenstellen. 1835 wurde Mohs vom Mineralien-Cabinet abgezogen und als wirklicher Bergrat mit der Errichtung eines Montanistischen Museums in Wien beauftragt, dessen Leitung er von 1835 bis 1839 innehatte. 1849 ging daraus die k. k. Geologische Reichsanstalt (heute Geologische Bundesanstalt) hervor.
Seit 1812 war er korrespondierendes Mitglied der Preußischen Akademie der Wissenschaften. Im Jahr 1822 wurde er zum Mitglied der Leopoldina sowie zum Ehrenmitglied (Honorary Fellow) der Royal Society of Edinburgh gewählt. Im Juni 1825 wurde er mit dem Ritterkreuz des  sächsischen Zivilverdienstordens ausgezeichnet.
Mohs starb 1839 auf einer Italienreise. Er wurde zuerst in Agordo begraben, 1865 nach Wien überführt und im evangelischen Friedhof in Matzleinsdorf begraben. Im Jahr 1888 wurde er in ein Ehrengrab auf dem Wiener Zentralfriedhof überführt. Im dritten Wiener Gemeindebezirk Landstraße sowie im vierten Grazer Stadtbezirk Lend sind jeweils die Mohsgasse nach ihm benannt. Sein Geburtsort Gernrode hat ihm zu Ehren das Mohs-Denkmal errichtet. Ein weiteres Denkmal befindet sich im Hof des alten Joanneums in Graz.

## Schriften (Auswahl)
- Versuch einer Elementarmethode zur naturhistorischen Bestimmung und Erkenntniß der Fossilien. Wien 1812.
- Die Charaktere der Classen, Ordnungen, Geschlechter und Arten. Oder die Charakteristik des naturhistorischen Mineral-Systems. Dresden 1820.[5]
- Terminologie, Systematik, Nomenclatur, Charakteristik. In: Grundriß der Mineralogie. Band 1. Dresden 1822.[6]
- Physiographie. In: Grundriß der Mineralogie. Band 2. Arnold, Dresden 1824.[7]